# Étercy
Étercy là một xã trong tỉnh Haute-Savoie thuộc vùng Rhône-Alpes đông nam Pháp.

## Geography
The Fier forms most of the commune's northern border.